# Pachyrhinosaurini
Pachyrhinosaurini byl klad (vývojová skupina) ceratopsidních dinosaurů, žijících v období svrchní křídy (geologický stupeň kampán až maastricht, asi před 85 až 66 miliony let). Jejich fosilie byly objeveny v sedimentech geologického souvrství Two Medicine v Montaně (USA) a několika dalších v Kanadě a na Aljašce.

## Zástupci
V současnosti řadíme do tohoto kladu tři rody ceratopsidů, a to Einiosaurus, Achelousaurus a Pachyrhinosaurus. Poslední dva jmenované pak tvoří užší klad Pachyrostra („mohutné čenichy“), které jsou charakterizovány společnou anatomickou zvláštností v podobě mohutných nasálních hrbolů. Podle jiných studií náležejí do kladu Pachyrhinosaurini také rody Xenoceratops, Sinoceratops, Wendiceratops, Stellasaurus a Styracosaurus.

## Popis

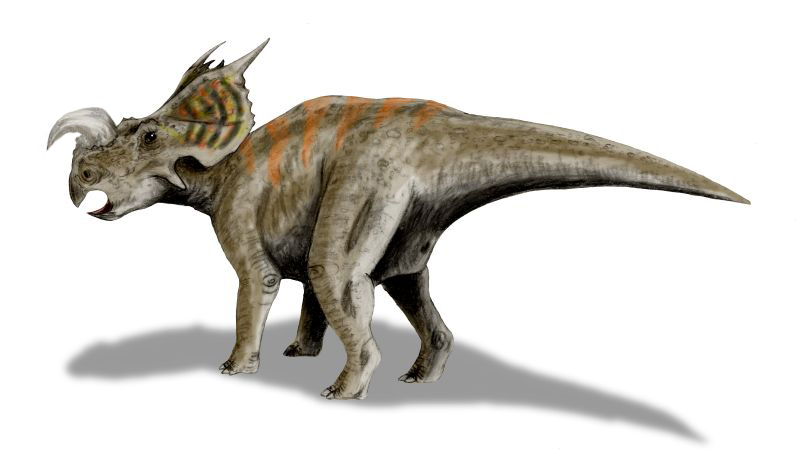
Einiosaurus – rekonstrukce vzezření.

Tito ceratopsidi dosahovali délky v rozmezí 4,5 až 6 metrů a odhadované hmotnosti kolem 1300 kg. Jiné odhady udávají při šestimetrové délce těla hmotnost až kolem 2000 kg.
Pravděpodobně byli stádními býložravci, spásajícími tuhou přízemní vegetaci. Měli masivní hlavu, která jim zřejmě sloužila jako primární obranná zbraň proti útočícím dravým dinosaurům (zejména obřím tyranosauridům rodů Daspletosaurus a Gorgosaurus, známým z nálezů fosilií v sedimentech stejného souvrství).
Výrazná byla predentární kost na konci spodní čelisti těchto ceratopsidů.